# Nazionale maschile di pallacanestro della Mauritania
La nazionale di pallacanestro della Mauritania è la rappresentativa cestistica della Mauritania ed è posta sotto l'egida della Federazione cestistica della Mauritania.

## Piazzamenti

### Campionati africani
- 1978 - 7°
- 1980 - 8°
- 1981 - 9°
- 1985 - 6°

## Nazionali giovanili
- Nazionale Under-18
- Nazionale Under-16